# Abdel Rahman el Bacha
Abdel Rahman el Bacha (n. 23 octombrie 1958, Beirut, Liban) este un pianist și compozitor de origine libaneză, stabilit în Franța.

## Biografie
Se naște într-o familie de muzicieni din Beirut, mama sa fiind cântăreață de muzică orientală, iar tatăl său - violoncelist și, ocazional, compozitor, atât de muzică arabă, cât și de muzică simfonică occidentală. Atras de muzică din copilărie, la vârsta de patru ani învață să cânte la vioară. La șase ani își manifestă preferința pentru pian. În 1974 pleacă în Franța, pentru a își continua studiile muzicale începute în Liban. Se va stabili în această țară, care îi va acorda cetățenie în 1981. De atunci are dublă cetățenie, franco-libaneză.

### Studii
Din 1967 începe să studieze pianul cu Zvart Sarkissian, pianistă armeană, fostă elevă al lui Marguerite Long și Jacques Février. Stimulat de cei apropiați, care îi apreciază progresele rapide, se va orienta definitiv spre o carieră de pianist. În 1974 acceptă o bursă oferită de Franța și își va continua studiile la Conservatorul Național de Muzică din Paris, la clasa pianistului și compozitorului Pierre Sancan. Acesta, împreună cu compozitorul Raymond Gallois Monbrun, îl încurajează să continue cariera muzicală. Va absolvi cu patru premii întâi: pentru pian, muzică de cameră, armonie și contrapunct.

### Cariera muzicală
Debutează într-un concert cu orchestră la vârsta de zece ani. În 1973, celebrul pianist chilian Claudio Arrau, impresionat de interpretarea sa, îi prezice o mare carieră artistică. Cariera sa internațională este propulsată de câștigarea, în 1978, a Premiului I la Concursul Regina Elisabetha a Belgiei de la Bruxelles (premiu acordat de juriu în unanimitate), concurs la care câștigă și Premiul Publicului. 
Începând de atunci, presa muzicală l-a comparat cu cei mai mari pianiști, subliniind calitatea excepțională a interpretării sale și puterea sa emoțională. De-a lungul timpului, a susținut numeroase concerte și recitaluri în toată Europa, în Rusia, Japonia, America de Nord, America Centrală, America de Sud și Orientul Mijlociu. Are un repertoriu foarte vast, care cuprinde peste 60 de concerte și lucrari solo de Frederic Chopin, Ludwig van Beethoven, Serghei Prokofiev, Johann Sebastian Bach, Wolfgang Amadeus Mozart, Franz Schubert, Robert Schumann, Serghei Rahmaninov și Maurice Ravel. Compozitorii situați în fruntea preferințelor sale sunt Chopin și Beethoven, pe care îi consideră, după cum spune, drept yin și yang ai muzicii.
Pe lângă activitatea concertistică, din 1983 începe să facă și înregistrări cu prestigioase case de discuri. Printre înregistrările sale se numără integrala operelor pentru pian solo ale lui Frederic Chopin, integrala celor 32 de sonate ale lui Ludwig van Beethoven, lucrările din tinerețe ale lui Serghei Prokofiev și multe altele. Are o bogată discografie și a primit prestigioase premii ale discului, ca recunoaștere a modului în care a abordat creații din opera lui Prokofiev, Beethoven sau Chopin.
Cariera sa de interpret este dublată de cariera de compozitor. Creația sa originală este, în mare măsură, de inspirație romantică, cu specific mediteraneean (oriental sau spaniol). Compozițiile sale cuprind lucrări pentru pian solo, lucrări pentru orchestră și muzică de cameră. A compus de asemenea și piese coregrafice pentru operă, pe teme din mitologia europeană. Pe 22 martie 2002, Orchestra Regională din Cannes Provence Alpes Côte d’Azur a interpretat 2 Preludii mistice, dintre compozițiile lui.

### Premii și distincții
- Premiul I și Premiul Publicului la Concursul Internațional Regina Elisabetha a Belgiei, Bruxelles, 1978
- Marele Premiu al Academiei Charles Cros, 1983, pentru Operele din tinerețe ale lui Serghei Prokofiev (premiul i-a fost înmânat personal de soția compozitorului)
- Premiul Gerald Moore pentru cel mai bun acompaniament, al Academiei Discului Liric, ediția 2000, pentru CD-ul Melodii de Chopin cântate de Ewa Podlès.
- Marele Premiu al Noii Academii a Discului Francez, pentru Integrala sonatelor pentru pian de Beethoven
- Titlul de Cavaler al artelor și literelor, acordat de Guvernul Francez în 1998
- Medalia Ordinului de Merit, acordată de președintele Libanului în anul 2000 (cea mai înaltă distincție libaneză)

## Discografie selectivă
- Serghei Prokofiev: Violin Sonatas, 1996 (Abdel Rahman El Bacha - pian)
- 100th Anniversary - Prokofiev: Premieres Oeuvres, 1997 (Abdel Rahman El Bacha - pian)
- Serghei Prokofiev: The Five Piano Concertos, 2005 - Abdel Rahman El Bacha (pian), Kazushi Ono (dirijor), Orchestra Théâtre de la Monnaie din Bruxelles

## Filmografie
- Nine lives (Nouă vieți), 2005 (coloana sonoră cuprinde Sonata No. 12 în Mi Bemol Major Op. 26 și Sonata No. 13 în Mi Bemol Major Op. 27 N. 1, de Ludwig van Beethoven, în interpretarea lui Abdel Rahman El Bacha)